# Алгома (округ)
Алго́ма — административный округ в провинции Онтарио, Канада. Крупнейшим городом и административным центром округа является город Су-Сент-Мари. Население — 117 461 чел. (по переписи 2006 года).
Главой администрации округа (на сентябрь 2017 года) является Кит Белл.
Алгома является одним из центров добычи урана в Канаде.

## География

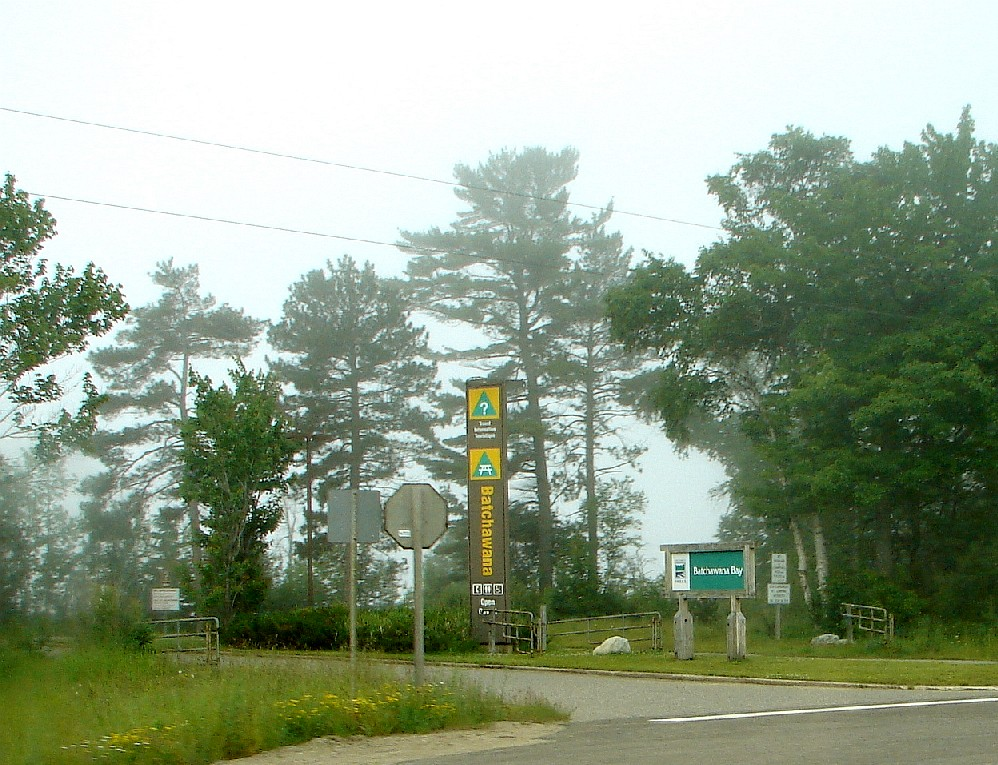
В природном парке Батчавана-Бей

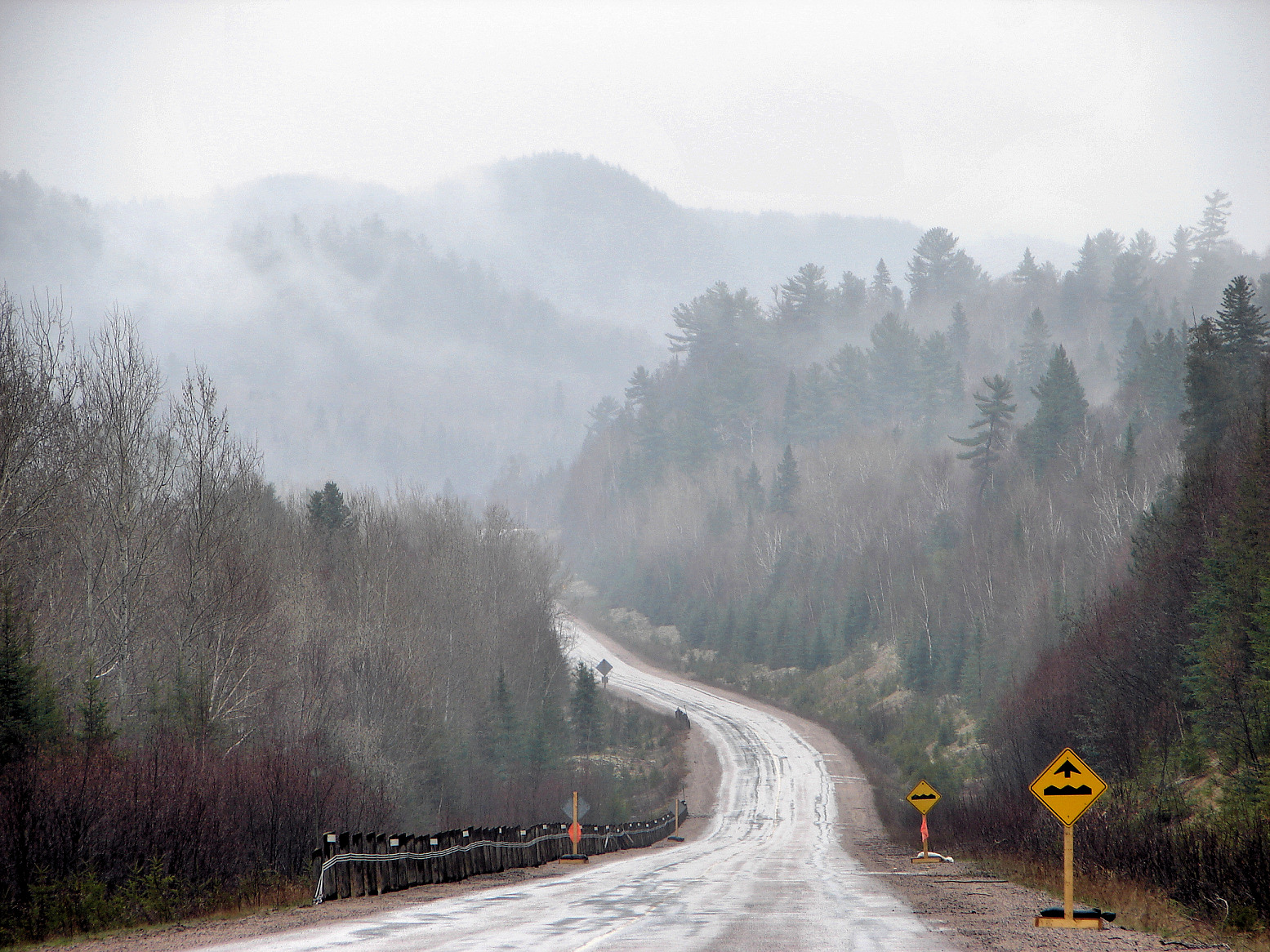
Автотрасса

Округ расположен в центральной части провинции Онтарио, в регионе Северное Онтарио. На западе он граничит с округом Тандер-Бей, на севере и северо-востоке — с округом Кокран, на востоке и юго-востоке — с округом Садбери. На юге берега округа омываются водами залива сразу двух Великих озёр — Верхнего и Гурона, а по воде Садбери граничит с округом Манитулин, расположенном на одноимённом острове и с американским штатом Мичиган.

## Административное деление
В состав округа входят следующие муниципальные образования:
- 6 городов, из них: 2 «сити» — Су-Сент-Мари и Эллиот-Лейк[англ.], и 4 «тауна» — Блинд-Ривер[англ.], Брюс-Майнс[англ.], Спаниш[англ.] и Тессалон[англ.];
- 15 тауншипов: Дюбрёильвиль[англ.], Хилтон[англ.], Хорнпэйн[англ.], Гурон-Шорз[англ.], Джослин[англ.], Джонсон[англ.], Лэрд[англ.], Макдональд, Меридит и Абердин Аддишнл[англ.], Норт-Шор[англ.], Пламмер Аддишнл[англ.], Принс[англ.], Сент-Джозеф[англ.], Тарбэтт и Тарбэт Аддишнл[англ.], Уауа[англ.] и Уайт-Ривер[англ.];
- 1 деревня — Хилтон-Бич[англ.]
- 2 межселенные территории — Северная Алгома[англ.] и Юго-Восточная Алгома[англ.];

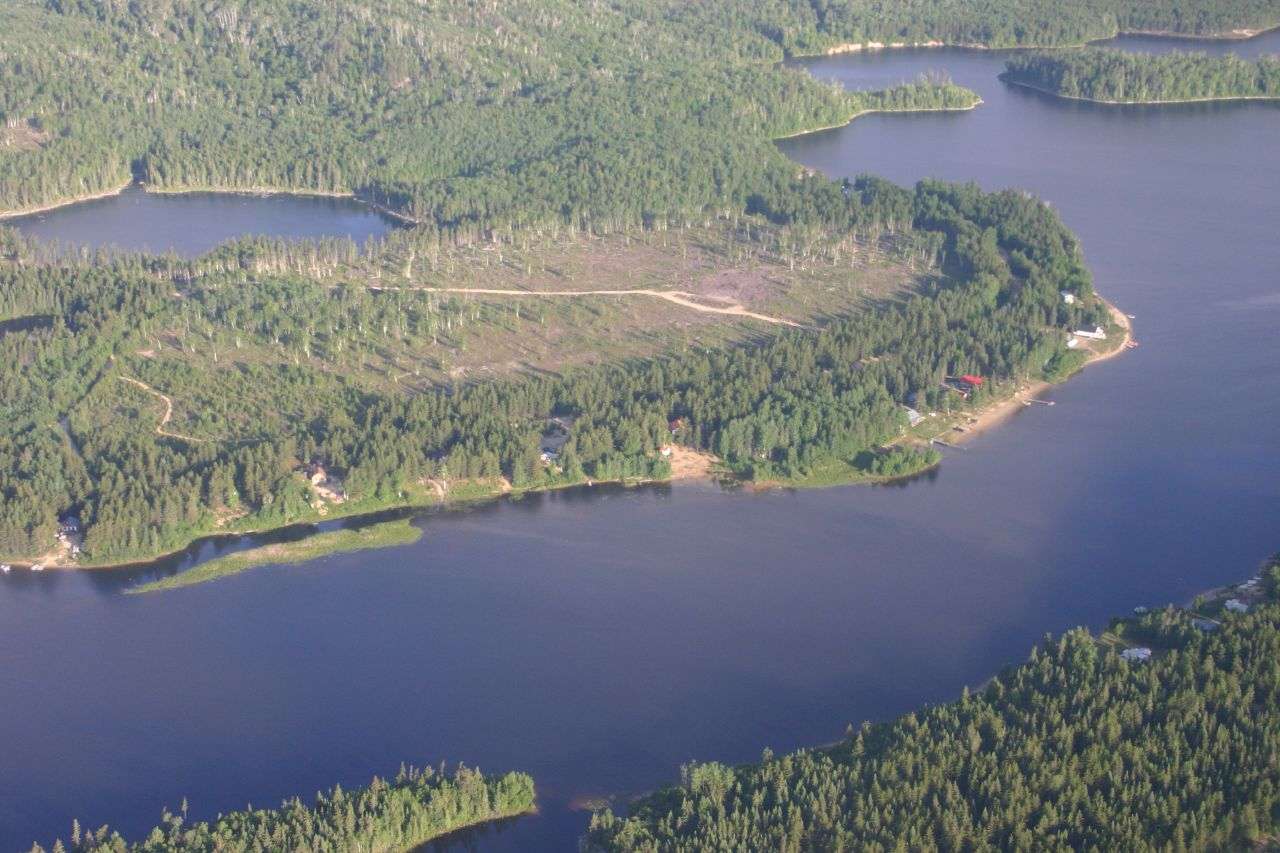
Река

- 9 индейских территорий: Гарден-Ривер 14[англ.], Гулэс-Бей, Миссисаги-Ривер 8[англ.], Пункт Рэнклин 15Д[англ.], Грос-Кэп, Миссанаби, Сагамок, Серпент-Ривер и Тессалон.

## Население
Из примерно 117,5 тысяч жителей, населяющих округ, 57 185 составляют мужчины и 60 270 — женщины. Средний возраст населения — 45,0 лет (против 39,0 лет в среднем по провинции). При этом, средний возраст мужчин составляет 44,4 лет, а женщин — 45,5 (аналогичные показатели по Онтарио — 38,1 и 39,9 соответственно).
На территории округа зарегистрировано 50 010 частных жилых помещений, принадлежащих 34 945 семьям.
Подавляющее большинство населения говорит на английском языке. И французский, и английский языки (оба вместе) понимают около 12 % жителей округа.
Крупнейший город — Су-Сент-Мари (он же — административный центр округа) — 74 948 чел. (чуть менее двух третей населения округа, по переписи 2006 года).

## Национальные парки
На территории округа располагаются 37 национальных и провинциальных природных парков, в том числе: Батчавана-Бей, Лейк-Сьюпериор, река Миссинайби, Миссисаги, Пэнкейк-Бей и другие.